# Invasões francesas no Brasil

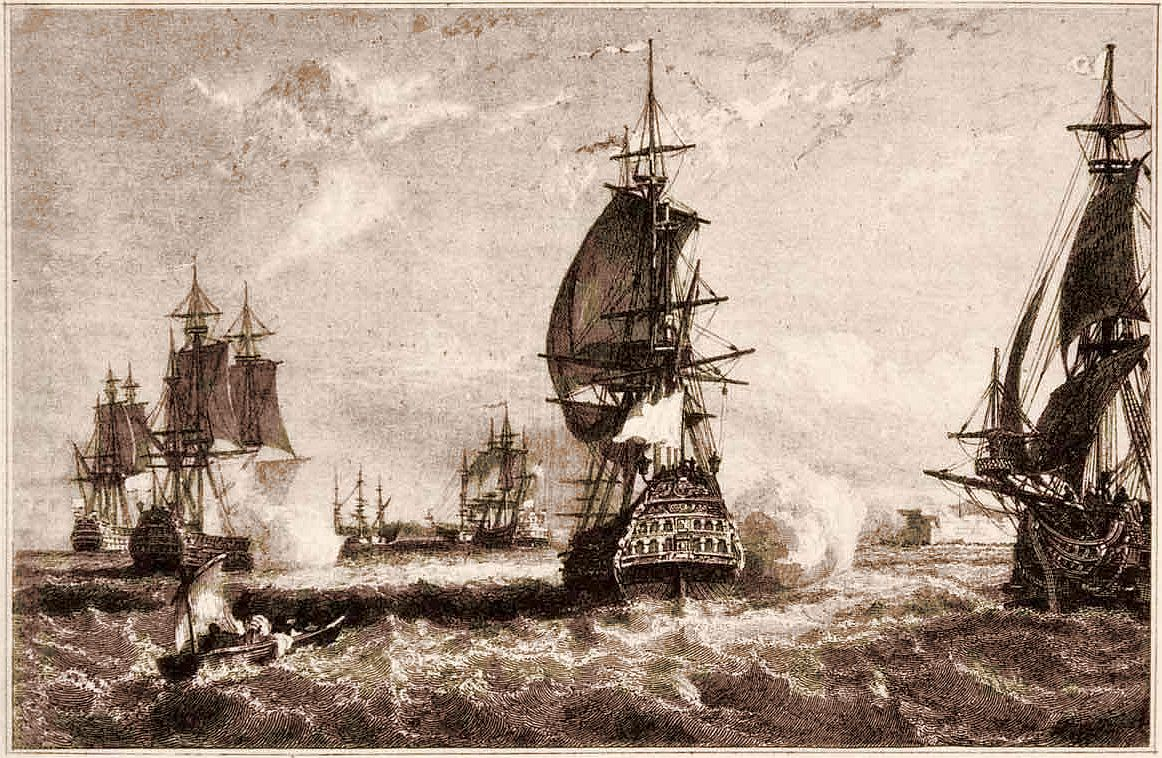
Esquadra corsária de René Duguay-Trouin na baía de Guanabara, em Setembro de 1711, durante a Batalha do Rio de Janeiro.

Invasões francesas ao Brasil registram-se desde os primeiros tempos da colonização portuguesa, chegando até ao ocaso do século XIX.
Inicialmente dentro da contestação de Francisco I de França ao Tratado de Tordesilhas, ao arguir o paradeiro do testamento de Adão e incentivar a prática do corso para o escambo do pau-brasil (Cæsalpinia echinata), ainda no século XVI evoluiu para o apoio às tentativas de colonização no litoral do Rio de Janeiro (1555) e na costa do Maranhão (1594). Até meados do fim do século XVI a posição de domínio dos franceses na costa setentrional (o que lhes garantia a entrada para a conquista da maior bacia hidrográfica que se conhece dentre todas as existentes) e do extremo leste do continente era muito sólida, com nativos aliados a si prestes a atacar a principal vila exportadora dos portugueses (Olinda). O jogo só começa a virar contra os franceses quando Portugal entra na União Ibérica, e vencem decisivamente os bretões e normandos nas proximidades da zona potiguara, onde os avanços não param às custas das perdas francesas e nativas. Para se ter uma ideia a aliança franco-tupi era tão forte que foi muito mais fácil vencer os colonos franceses diretos na zona guarani costeira e na zona da reentrância maranhense.

## Relações com os indígenas
Antes da colonização de parte do território brasileiro pelos portugueses, os franceses já haviam estabelecido na costa do estado com vistas ao comércio do «pau-de-tinta», como era chamado o pau-brasil. Uma das estratégias usadas para fazer amizades era o "cunhadismo", que se baseava em se unir a índias para formar laços familiares e de amizade sólidos. Capistrano de Abreu relatou em suas crônicas que por muito tempo não se soube se o Brasil seria português ou francês, tal a força de sua presença e o poder de sua influência francesa junto aos índios.
No livro «O Povo Brasileiro», o escritor Darcy Ribeiro ressalta:
Com a conquista definitiva da costa do país no início do século XVII, os franceses começaram a frequentar menos o litoral brasileiro. Contudo, os já estabelecidos continuaram a viver junto aos indígenas e seus filhos mestiços.

## Brasil Colônia

### Da Paraíba ao Ceará
Foi na ilha de Santo Aleixo que se passou a primeira invasão francesa no Brasil, a qual durou de março a dezembro de 1531, tendo estes sido expulsos por militares portugueses. Quando da ocupação francesa, a ilha foi denominada «Île Saint-Alexis».

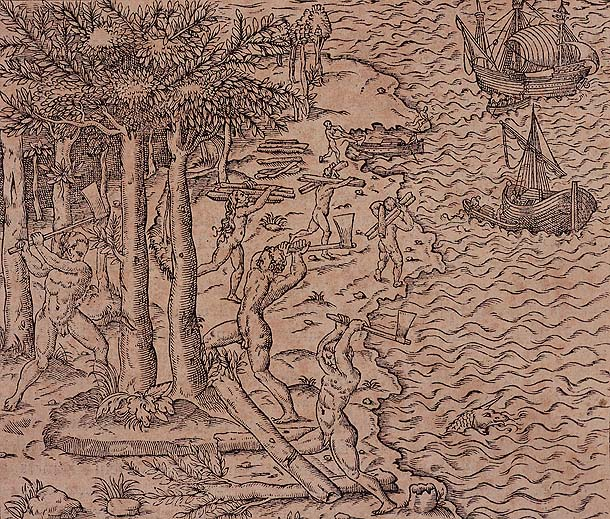
Corte de pau-brasil (André Thevet, 1575).

De acordo com as informações no mapa de Jacques de Vau de Claye ("Le Brésil", 1579), a França acalentou um projeto para a conquista do litoral da região Nordeste do Brasil entre a foz do rio São Domingos (atual rio Paraíba) e o rio Acaraú (atual estado do Ceará). O mapa, onde figuram as armas de Filippo Strozzi, apresenta diversas informações estratégicas, como a do auxílio de cerca de dez mil indígenas, inclusive Tapuias habitantes das ribeiras interioranas do Ceará e Rio Grande.
Com relação ao atual território da Paraíba, indica-se a baía de São Domingos, de onde partia o caminho "por onde os selvagens vão adquirir o pau-do-brasil e há quarenta léguas de caminho depois de São Domingos até a floresta" e a chamada "floresta onde se pega o brasil", correspondente à primitiva formação vegetal que vicejava na bacia hidrográfica do rio Paraíba.
Esse projeto foi abortado com o desastre militar francês na Batalha Naval de Vila Franca em que Strozzi pereceu, ao largo dos Açores, no contexto da crise de sucessão de 1580 em Portugal.
De qualquer modo, a presença gaulesa prosseguiu eventualmente na região, de tal forma que Gabriel Soares de Sousa ("Tratado Descritivo do Brasil", 1587), relaciona os locais do litoral do Rio Grande do Norte à época frequentados pelos franceses:
- a enseada de Itapitanga (Pitininga);
- o rio Pequeno, ou Baquipé, depois denominado Ceará-mirim, onde penetravam as chalupas francesas, que ali iam resgatar o pau-brasil aos indígenas, "as quais são das naus que se recolhem na enseada de Itapitanga";
- o Rio Grande, ou Potengi, onde os franceses iam carregar muitas vezes;
- o porto dos Búzios, na foz do rio Pirangi, onde "entram caravelões da costa em um riacho, que neste lugar se vem meter no mar'";
- a enseada de Tabatinga, entre o porto dos Búzios e Itacoatiara (ponta da Pipa), "onde também há surgidouro e abrigada para navios em que detrás da ponta costumavam ancorar naus francesas e fazer sua carga de pau-brasil"; e
- a enseada de Aratipicaba (baía Formosa), "onde dos arrecifes para dentro entram naus francesas e fazem sua carga".

Com relação ao litoral da atual Paraíba, o cronista refere a baía da Traição ("Nesta baía fazem cada ano os franceses muito pau de tinta e carregam dele muitas naus"), o rio São Domingos (atual rio Paraíba), onde entravam anualmente "a carregar o pau de tinta com que abatia o que ia para o Reino das mais capitanias por conta dos portugueses" e a região entre os rios Ararama (atual rio Gramame) e Abionaviajá (atual rio Abiaí), onde "ancoravam nos tempos passados naus francesas, e daqui entravam para dentro".
Outros relatos coevos confirmam que o principal porto frequentado pelos franceses na Capitania do Rio Grande era o rio Potengi, onde também se detinham navios ingleses. Naquele ancoradouro se procediam aos reparos necessários nas embarcações e obtinham-se provisões frescas ("refrescos"). De acordo com Frei Vicente do Salvador, no Rio Grande os "franceses iam comerciar com os potiguares, e dali saíam também a roubar os navios que iam e vinham de Portugal, tomando-lhes não só as fazendas mas as pessoas, e vendendo-as aos gentios para que as comessem".
O topônimo "Refoles" (outrora "nau de Refoles"), coincidente com o trecho do Potengi onde atualmente se ergue a Base Naval de Natal, recorda a presença na região, do francês Jacques Riffault. No porto dos Búzios existia uma grande concentração de franceses, diversos deles unidos a mulheres Potiguares. No rio Potengi, a cerca de três quilômetros acima da sua barra, ainda existem ruínas de uma antiga edificação de pedra que possivelmente teriam se constituído numa feitoria ou casa-forte francesa.
A presença francesa na região cessou com a presença de tropas sob o comando do capitão-mor da capitania de Pernambuco, Manuel Mascarenhas Homem, capitão-mor de Pernambuco, que alcançaram a barra do Potengi em 25 de dezembro de 1597, iniciando a construção da Fortaleza dos Reis Magos (Janeiro de 1598), reforçadas pelas do capitão-mor da capitania da Paraíba, Feliciano Coelho de Carvalho a partir de Abril de 1598.

### A França Antártica
Em 1555, uma expedição com cerca de cem homens, distribuídos em dois navios, comandada por Nicolas Durand de Villegagnon, dirigiu-se à baía de Guanabara, visando a estabelecer um núcleo de colonização. Inicialmente, aportaram à Isle Rattier (atual Forte Tamandaré da Laje), tentando erguer uma bateria defensiva, sendo expulsos pela alta da maré. Dirigiram-se, em seguida, à ilha de Serigipe (atual ilha de Villegagnon), onde se estabeleceram definitivamente, erguendo o Forte Coligny.
A denominada França Antártica abrigava colonos protestantes calvinistas e elementos católicos que procuravam evitar as guerras religiosas que então dividiam a Europa.
Em 1558 Villegagnon retornou à França, após incidentes causados pela indisciplina de alguns colonos que procuravam as indígenas locais e pelas rixas entre católicos e protestantes. Condenou à morte e executou vários colonos, expulsando os calvinistas para as margens da baía. Ele voltou a Paris para tentar convencer casais franceses a embarcar para o Rio de Janeiro e formar uma cidade.

#### A  campanha portuguesa de 1560

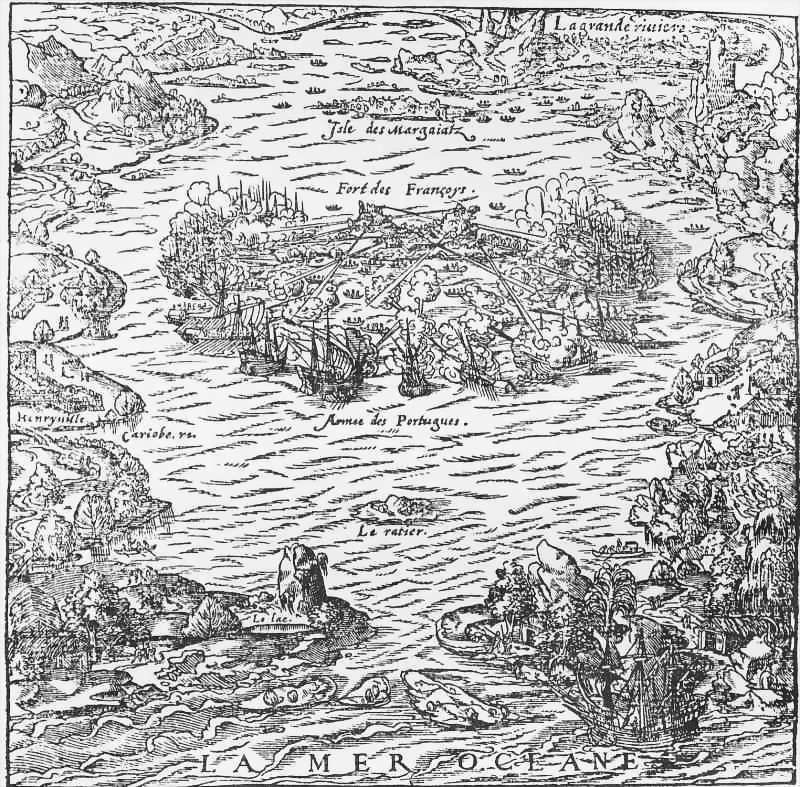
Esquema do ataque de Mem de Sá aos franceses na baía de Guanabara, em 1560. Autoria desconhecida, 1567

Esta tentativa de colonização foi erradicada militarmente por Estácio de Sá, sobrinho de Mem de Sá, terceiro governador-geral do Brasil, que, com informações sobre o forte fornecidas pelos dissidentes franceses Jean de Cointac e Jacques Le Balleur, e reforços vindos da Capitania de São Vicente, a 15 de Março abriu fogo das naus contra as defesas da ilha. Em seguida, através de um estratagema, logrou o desembarque de homens e artilharia na ilha, conquistada no dia seguinte, sendo o forte arrasado. No dia 17 foi celebrada missa solene em ação de graças pela vitória.

#### A campanha de 1565 - 1567

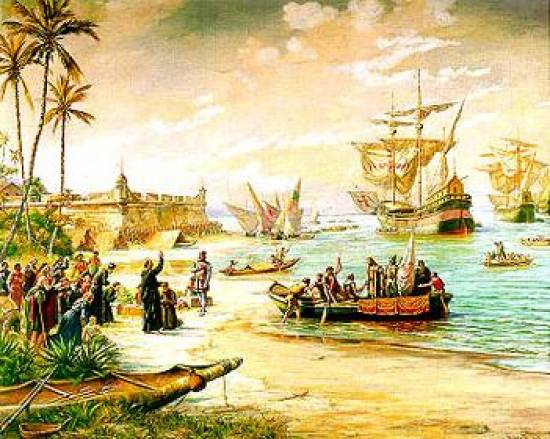
Partida de Estácio de Sá, quadro de Benedito Calixto (1853-1927) mostrando o padre Manuel da Nóbrega benzendo a esquadra que vai combater os franceses.

Os remanescentes franceses que se refugiaram junto às tribos indígenas na região foram posteriormente liquidados por seu sobrinho, Estácio de Sá numa campanha que se estendeu de 1565 a 1567, quando foi fundada a cidade de São Sebastião do Rio de Janeiro (1 de Março de 1565), no sopé do morro Cara de Cão.
Após a derrota dos franceses e seus aliados indígenas, nas batalhas da praia da Glória (hoje desaparecida) e da atual Ilha do Governador (1567), a cidade foi transferida para o alto do morro do Descanso, posteriormente denominado como Alto da Sé, Alto de São Sebastião, morro de São Januário e, finalmente, Morro do Castelo, desmontado em 1922.

#### Os franceses no Cabo Frio
Mesmo diante do fracasso da tentativa de estabelecimento na baía de Guanabara, a presença francesa continuou expressiva em outros trechos do litoral, onde mantiveram feitorias como por exemplo a Maison de Pierre no litoral de Cabo Frio e outras (ver: Guerra de Cabo Frio).

### A França Equinocial
Enquanto isso, uma segunda tentativa organizada de colonização francesa registrava-se na ilha de Upaon-Açu (São Luís), no Maranhão, a partir de 1594. Em 8 de Setembro de 1612, comandados por Daniel de La Touche, os franceses fundaram a cidade de São Luís. Após a Batalha de Guaxenduba ocorrida em 19 Novembro de 1614, a presença francesa na região perdurou até à sua erradicação por tropas portuguesas e indígenas em 1615.

### Os corsários
Até o século XVIII, era comum piratas e corsários de diversas nacionalidades pilharem povoados e engenhos no litoral brasileiro. A descoberta de ouro no sertão das Minas Gerais reacendeu a cobiça desses elementos, atraindo-os para o litoral da região Sudeste. Entre os assaltos mais famosos, se registram, em agosto de 1710, o do corsário Jean-François Duclerc (1671-1711), e, em setembro de 1711, o de René Duguay-Trouin, ambos à cidade do Rio de Janeiro.

#### A invasão de Duclerc  (1710)
No contexto de hostilidades entre a França e a Inglaterra, o rei Luís XIV de França autorizou o corso aos domínios ultramarinos de Portugal, tradicional aliado dos britânicos. O rei incentivou a atividade corsária, permitindo que particulares armassem seus navios e oferecendo-lhes autorização (cartas de corso), mediante partilha de lucros, para que atacassem embarcações e possessões de potências estrangeiras inimigas, entre as quais, Portugal. Por essa razão, em meados de Agosto de 1710, Jean-François Duclerc, no comando de seis navios e cerca de 1 200 homens, surgiu na barra da baía de Guanabara hasteando pavilhões ingleses como disfarce. As autoridades no Rio de Janeiro, alertadas pela Metrópole, já aguardavam a vinda do corsário francês, razão pela qual o fogo combinado da Fortaleza de Santa Cruz da Barra e da Fortaleza de São João repeliu a frota que tentava forçar a barra (16 de agosto).
Os franceses navegaram pelo litoral para Sudoeste, rumo à baía da Ilha Grande, saqueando fazendas e engenhos. Lá, aportaram à barra de Guaratiba, onde desembarcaram, marchando por terra para a cidade do Rio de Janeiro. No percurso passaram pelo Camorim, por Jacarepaguá, pelo Engenho Novo e pelo Engenho Velho dos Padres da Companhia de Jesus, descansando neste último. No dia seguinte prosseguiram pela região do Mangue, alcançando a falda do morro de Santa Teresa (depois rua de Mata-Cavalos, atual rua do Riachuelo), até ao morro de Santo Antônio, que contornaram até à Lagoa do Boqueirão. Pela rua da Ajuda (atual Melvin Jones) e de São José, alcançaram o Largo do Carmo (atual Praça XV de Novembro), onde encontraram a resistência dos habitantes em armas, tendo se destacado a ação dos estudantes do Colégio dos Jesuítas, liderados pelo Capitão Bento do Amaral Coutinho, que desceram o morro do Castelo. Nesta escaramuça, afirma-se que os franceses perderam 400 homens. Duclerc, que os comandava, foi detido em prisão domiciliar à atual rua da Quitanda, vindo a ser assassinado em condições misteriosas por um grupo de encapuzados, alguns meses mais tarde, a 18 de março de 1711, alguns autores supondo que por questões passionais.
A população da cidade festejou entusiasticamente a vitória durante vários dias. Infelizmente, as autoridades coloniais superestimaram a capacidade do sistema defensivo da barra, difundindo-se a crença generalizada de que, após tamanha derrota, corsário algum voltaria tentar forçá-la, o que se mostrou dramaticamente incorreto.

#### A invasão de Duguay - Trouin  (1711)

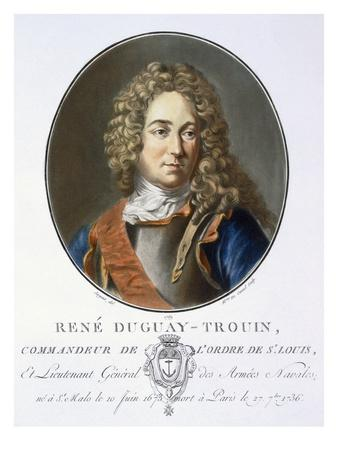
René Duguay-Trouin.

À iniciativa de Duclerc, seguiu-se outra, maior e mais bem equipada, no ano seguinte.
Em 12 de setembro de 1711, a coberto pela bruma da manhã, aproveitando um vento favorável, uma esquadra de 17 ou 18 navios, artilhada com 740 peças e 10 morteiros, com um efetivo de 5 764 homens, sob o comando do corsário francês René Duguay-Trouin ousadamente entrou em linha pela barra da baía de Guanabara, furtando-se ao fogo das fortalezas, desguarnecidas três dias antes, graças a uma notícia recebida pelo então Governador da Capitania do Rio de Janeiro, Francisco de Castro Morais (1699-1702), que dava como falsa a notícia da chegada desta esquadra francesa.
Duguay-Trouin enfrentou apenas a resistência de três habitantes inconformados com as decisões do governador Francisco de Castro Morais, apelidado de "o Vaca": o normando naturalizado português, Gil du Bocage, o Mestre de Campo Bento do Amaral Coutinho, e seu companheiro frei Francisco de Menezes, ao lado dos alunos dos frades beneditinos, filhos de Domingos Leitão, de Rodrigo de Freitas, de Gurgel do Amaral, Teles de Menezes, Martim Clemente e Aires Maldonado.
O sucesso do corsário custou caro à cidade, que necessitou pagar valioso resgate pela liberdade (novembro de 1711): 610 000 cruzados em moeda, 100 caixas de açúcar e 200 cabeças de gado bovino.

#### A invasão de Fernando de Noronha
Em 16 de Janeiro de 1504, o Rei Manuel I de Portugal doou o arquipélago a Fernão de Noronha pelo sistema de capitania hereditária mas, este e seus descendentes, não se interessaram em colonizá-lo.
As ilhas foram visitadas por alemães (1534), ingleses (1577) e franceses (1556, 1558). Em 1612, a caminho do Maranhão, Daniel de La Touche ali esteve por quinze dias. Os holandeses ocuparam as ilhas de 1629 a 1654  (ver: Invasões holandesas no Brasil). 
Em 1736, a Companhia Francesa das Índias Orientais enviou uma expedição, sob comando do capitão Lesquelin. Fernando de Noronha foi ocupado e colonizado. Ao ser informado, o vice-rei do Brasil, André de Melo e Castro, 4° Conde das Galveias, enviou observadores para o arquipélago em 28 de Setembro de 1736, incumbidos de confirmarem a invasão. O Rei João V de Portugal determinou a expulsão dos invasores, expedindo em 26 de Maio de 1737 uma Carta Régia ao Governador de Pernambuco, Henrique Luís Freire de Andrade, para cumprir a ordem. O vice-rei organizou uma expedição de 250 homens, sob comando do coronel João Lobo de Lacerda. Partindo de Pernambuco a 6 de Outubro de 1737, esta força expulsou os invasores franceses regressando a Recife a 11 de Julho de 1738.

## Brasil Império

### Cabanagem
A Cabanagem (1835-1840) foi uma revolta popular, focada em Belém (Pará), estendendo-se para Amazonas, Roraima e Amapá. O regente Diogo Antônio Feijó solicitou ajuda (que foi negada) a portugueses, britânicos e franceses para conter a revolta. A França, que reclamava a posse de territórios da Amazônia brasileira, via com interesse uma possível secessão daquela região. No Amapá, apoio de franceses ao movimento chegou a ameaçar a integridade territorial brasileira.

## Brasil República

### Intrusão Francesa no Amapá
A descoberta de ouro na região, em fins do século XIX, reacendeu o interesse de brasileiros e franceses pela região.
Em Maio de 1895, o governador da Guiana Francesa (sem autorização do governo francês) enviou ao município Amapá a canhoneira Bengali. Um grupo de 60 soldados sob comando do capitão Lunier desembarcou com a missão de libertar o colaboracionista Trajano Benitez, que dirigia a República de Cunani dentro da esfera de influência da França. Francisco Xavier da Veiga Cabral comandou a reação dos brasileiros contra a intrusão, causando a morte de Lunier e outros militares franceses. A força francesa massacrou a população civil  mas, a ação de Cabral barrou a invasão da França e, este tornou-se herói nacional. Brasileiros e franceses apelaram para um arbitramento internacional, executado por Walter Hauser, presidente da Suíça, que decidiu de forma totalmente favorável ao Brasil em 1º de Dezembro de 1900.

### Guerra da Lagosta

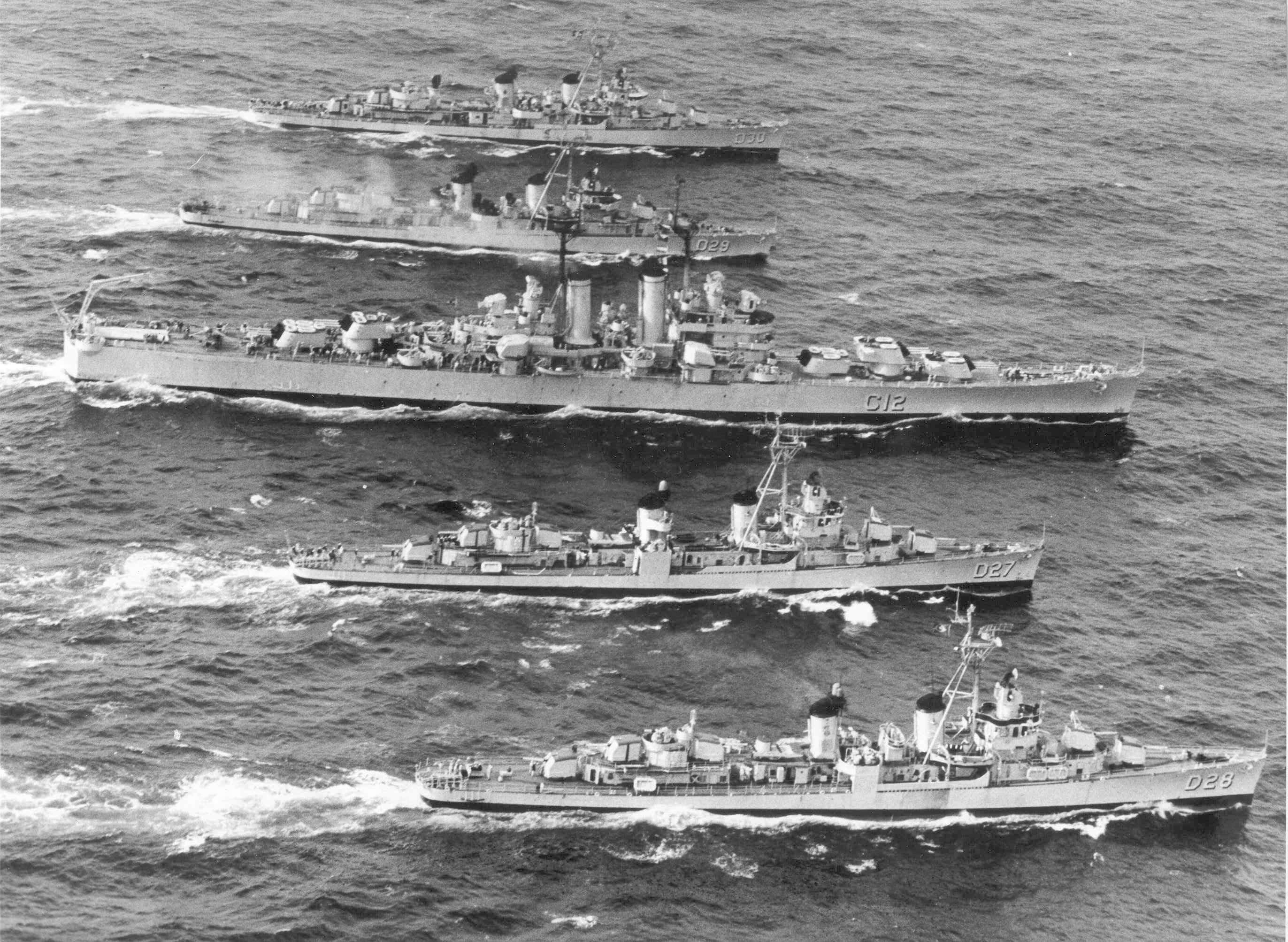
Cruzador C Tamandaré (centro) escoltado pelos contratorpedeiros de classe Fletcher Pará (D-27), Paraíba (D-28), Paraná (D-29) e Pernambuco (D-30) em 1961, durante a Guerra da Lagosta.

Também aconteceu o episódio da Guerra da Lagosta, entre 1961 e 1963, que girou em torno da captura ilegal de lagostas, por parte de embarcações de pesca francesas, em águas territoriais no litoral da região Nordeste do Brasil. 

Em 1961, pescadores de Pernambuco alertaram as autoridades sobre a presença de pesqueiros franceses na costa brasileira.[carece de fontes?] A marinha e a força aérea brasileiras passaram a policiar a área, levando a França a mobilizar sua força aeronaval. Enquanto o Brasil preparou um plano para ocupar a Guiana Francesa, a Operação Cabralzinho. Apesar das tensões geradas, uma guerra real foi evitada.